# Theodor von Rüdiger
Theodor von Rüdiger (Duits) of Fjodor Vasiljevitsj Ridiger (Russisch: Фёдор Васильевич Ридигер) (Jelgava, december 1783 - Sint-Petersburg, 11 juni 1856) was een Russisch generaal die streed in de napoleontische oorlogen en in de strijd tegen de Poolse Novemberopstand van 1831. Hij stamde uit een Baltisch-Duits adellijk geslacht en was een verwant van de voormalige patriarch van Moskou, Alexius II.
Aan Rüdiger werd in 1847 de Russische graventitel verleend. Op 15 oktober 1849 werd hij door koning Willem II benoemd tot commandeur in de Militaire Willems-Orde. De koning die door familiebanden met Rusland was verbonden heeft een aantal Russische generaals in de hoogste Nederlandse ridderorde opgenomen. Soms ging het om militaire verdiensten al waren deze niet in het belang van de Nederlanden, soms ging het de chefs van de beruchte tsaristische geheime politie.

## Militaire loopbaan
- Vaandrig: 1 april 1799[2]
- Luitenant: 27 oktober 1800
- Kapitein: 27 februari 1805
- Majoor: 23 oktober 1807
- Luitenant-kolonel: 19 december 1808
- Kolonel: 14 augustus 1812[2]
- Generaal-majoor: 19 oktober 1812[2]
- Luitenant-generaal: 1 december 1826[2]
- Adjudant-generaal: 27 april 1831[2]
- Generaal: 6 oktober 1831

## Onderscheidingen
- Orde van Sint-Vladimir
  - 1e klasse op 29 september 1829
  - 2e klasse op 29 februari 1814
  - 3e klasse op 24 augustus 1812
  - 4e klasse op 15 maart 1808
- Orde van Sint-Anna
  - Diamanten op 10 juli 1813
  - 1e klasse op 10 mei 1813
  - 2e klasse op 27 augustus 1812
  - 3e klasse op 2 juni 1806
- Orde van Sint-George
  - 3e klasse op 1 maart 1813
  - 4e klasse op 15 februari 1809
- Orde van de Witte Adelaar in 1849
- Orde van Sint-Andreas de Eerstgeroepene
  - Diamanten op 1 januari 1853
  - op 8 april 1849
- Gouden zwaard voor dapperheid op 25 mei 1807
- Gouden zwaard voor dapperheid met Diamanten op 11 oktober 1828
- Medaille voor de Turkse Oorlog
- Medaille voor de inname van Warschau
- Medaille 1812
- Orde van de Rode Adelaar
  - 1e klasse op 5 september 1813
  - 2e klasse op 20 april 1813
- Leopoldsorde
  - Grootkruis op 28 juli 1847
  - Commandeur op 19 januari 1814
- Grootkruis in de Orde van de Heilige Stefanus op 24 januari 1850
- Grootkruis met ster in de Virtuti Militari op 13 februari 1832

- Gemeinsame Normdatei: 1168833531
- Virtual International Authority File: 2654153954919205680004